# Cyrtanthus breviflorus
Cyrtanthus breviflorus là một loài thực vật có hoa trong họ Amaryllidaceae. Loài này được Harv. mô tả khoa học đầu tiên năm 1863.